# Різанина в Сімеле
Різанина в Сімеле (сир. ܦܪܡܬܐ ܕܣܡܠܐ, асс. ܦܪܡܬܐ ܕܣܡܠܐ, араб. مذبحة سميل) — масове вбивство ассирійців з 8 до 16 серпня 1933 року, вчинене Іракським Королівством у Сімеле та його околицях. Донині Ірак не визнав своєї відповідальності за різанину. Ассирійська громада в усьому світі вшановує пам'ять про різанину в День ассирійських мучеників, який відзначається щороку 7 серпня. Також ця сумна подія відома як «Ассирійський національний день жалоби в пам'ять про жертв різанини в Сімеле».

## Історичне підґрунтя
Більшість ассирійців у Сімеле були біженцями зі Східної Анатолії, де відбувся геноцид ассиріціві, та перебували під захистом Великої Британії. Коли 1932 року Іракське Королівство отримало незалежність, ассирійське населення у Сімеле втратило захист Великої Британії. До того ж ассирійська меншина Іраку прагнула автономії. Шимун XXI Ешай, католікос-патріарх Ассирійської церкви Сходу, направив чотири петиції до Ліги Націй, намагаючись привернути увагу світової спільноти до важкого становище ассирійців в Іраці. Він також вступив в перемовини з Рашидом Алі аль-Ґайлані, прем'єр-міністром Іракського Королівства, щодо автономії ассирійської меншини. Проте перемовини завершились нічим, а сам Шимун XXI Ешай спочатку був заарештований, а потім був вигнаний іранською владою, і перебував спочатку на Кипрі, а потім у США, в Чикаго. Це викликало обурення ассирійської меншини Іраку. 
Іракська влада почала пропагандиську кампанію проти ассирійської меншини. Почались виступи з підбурливими промовами в парламенті, ці виступи поширювалися в газетах. Навіть Міністерство освіти Іраку звернулося до студентів та викладачів з проханням пожертвувати кошти на придбання зброї, щоб використати її проти ассирійців.
Починаючи з 8 серпня 1933 року іракські війська, які очолював генерала Бакра Сідкі, почали страчувати усіх ассирійськиї чоловіків, яких зустрічали у гірському районі Бехер між Захо та Дахуком. Ассирійців перевозили військовими вантажівками із Захо та Дахука в безлюдні місця, партіями по вісім або десять осіб, де їх розстрілювали з кулеметів та переїжджали важкими броньованими автомобілями, щоб переконатися, що ніхто не вижив.

## Різанина

Після проголошення незалежності Іракського Королівства ассирійців домовилася з французами про те, щоб вони знайдуть притулок для своїх сімей у Сирії. Близько 800 чоловіків з'явилися біля річки Хабур, на нещодавно встановленій лінії кордону між Сирією та Іраком. Французи визнали перетин кордону незаконним, і всіх чоловіків відправили назад. Повернувшись в Ірак, ассирійці зіткнулися з урядовими військами. 530 ассирійців втекли назад до Сирії і були там інтерновані. Ассирійці захоплені іракськими військами, були вбиті. Цей інцендент став приводом для подальшої розправи з ассирійцями.
У 1933 році Сімеле стало притулком для ассирійців, які тікали від іракської армії. 8 та 9 серпня мер міста Заху роззброїв ассиріців у Сімеле та гарантував їм захист від іракської влади. А вже 10 серпня до Семіле прибули курди та араби, та без жодного опору з боку іракської поліції забрали у ассиріці пшеницю та ячмінь. У ніч з 10 на 11 серпня арабські мешканці Сімеле почали грабувати майно аасирійців. 11 серпня ассирійці звернулися до поліції за допомогою, але їм наказали повернутися до своїх домівок. Коли вони поверталися назад, прибули іракські солдати. Без попередження іракські війська почали безладний вогонь у беззахисних ассирійців.
Шимун XXI Ешай у свої спогадах так описав події у Сімеле:
|  | Дівчат ґвалтували та змушували марширувати голими перед іракськими солдатами. Через дітей переїзджали військові машини. Вагітних жінок били багнетами. Дітей підкидали в повітря та нанизували на вістрі багнетів. Для спалення вбитих використовувалися священні книги. |

Різанина тривала до 16 серпня 1933 року, але про жорстокі напади на ассирійців повідомлялося до кінця місяця. За цей час нападам піддалися 120 поселень де мешкали ассирійці.

## Наслідки
Після різанини третина ассирійського населення Іраку, близько 9000 етнічних ассирійців, втекло з північного Іраку, щоб приєднатися до вже існуючого ассирійського населення на північному сході Сирії, яка перебувала під протекторатом Франції. Вони оселилися у Джазірі, поблизу Талл Тамір, у верхів'ях річки Хабур. Ці ассирійські поселення були створені французами за сприяння Ліги Націй. У 1942 році ці поселення стали частиною Сирії. 
Британські офіційні особи оцінили кількість жертв у 600 осіб. Проте деякі ассирійські джереда стверджуючи, що близько 6000 осіб було вбито, та понад 100 ассирійських сіл було зруйновано та пограбовано.
18 серпня 1933 року іракські війська увійшли в Мосул, де їх радо зустріло місцеве арабське та курдське мусульманське населення. Були споруджені тріумфальні арки, прикрашені динями, пронизаними кинджалами, що символізували голови вбитих ассирійців. Принц Газі I особисто прибув до міста, щоб нагородити «переможними» прапорами тих військових та вождів племен, які брали участь у різанині та грабунку. Антихристиянські настрої були в Мосулі на піку, і християни міста змушені були сидіти у своїх помешканнях протягом місяця, побоюючись за своє життя та майно. 
Згодом іракська армія провела парад вулицями Багдада, який був присвячений перемозі над ассирійцями. Бакр Сідкі отримав підвищення, а згодом очолив перший військовий переворот в Іраку та став прем'єр-міністром.